# إريك أليخاندرو ريفيرا
إريك أليخاندرو ريفيرا (بالإسبانية: Erick Alejandro Rivera)‏ هو لاعب كرة قدم سلفادوري، ولد في 10 أكتوبر 1989 في سانتا تكلا في السلفادور.

## وصلات خارجية
- إريك أليخاندرو ريفيرا على موقع قاعدة بيانات كرة القدم.إي يو (الإنجليزية)
- إريك أليخاندرو ريفيرا على موقع Soccerway.com (الإنجليزية)